# Đại Nhã

Vị trí tại Đài Trung

Đại Nhã (tiếng Trung: 大雅區; bính âm: Dàyǎ Qū là một khu (quận) của thành phố Đài Trung, Trung Hoa Dân Quốc (Đài Loan). Đây là nơi trồng lúa mỳ duy nhất tại Đài Loan. Đại nhã có diện tích 32,4109 km², dân số vào tháng 8 năm 2011 là 90.415 người thuộc 26.641 hộ gia đình; mật độ dân cư đạt 2789,6 người/km².